# Campionati del mondo di ciclismo su pista 2021 - Omnium maschile
La gara di omnium maschile ai Campionati del mondo di ciclismo su pista 2021 si svolse il 23 ottobre 2021.
Parteciparono 27 ciclisti appartenenti a 24 federazione. La gara si svolse in 4 prove, in ognuna delle quali venne attribuito un punteggio a ciascun ciclista; il vincitore fu colui che totalizzò più punti totali.

## Podio
| Pos.    | Atleta       | Nazionalità   |
| ------- | ------------ | ------------- |
| Oro     | Ethan Hayter | Gran Bretagna |
| Argento | Aaron Gate   | Nuova Zelanda |
| Bronzo  | Elia Viviani | Italia        |

### Batterie

#### Batteria 1
| Pos. | Atleta                | Paese         | Punti | Note |
| ---- | --------------------- | ------------- | ----- | ---- |
| 1    | Ethan Hayter          | Gran Bretagna | 26    | Q    |
| 2    | Iúri Leitão           | Portogallo    | 25    | Q    |
| 3    | Fabio Van den Bossche | Belgio        | 23    | Q    |
| 4    | Viktor Filutás        | Ungheria      | 14    | Q    |
| 5    | Kelland O'Brien       | Australia     | 13    | Q    |
| 6    | Eiya Hashimoto        | Giappone      | 10    | Q    |
| 7    | Derek Gee             | Canada        | 10    | Q    |
| 8    | Ricardo Peña          | Messico       | 8     | Q    |
| 9    | Juan Esteban Arango   | Colombia      | 8     | Q    |
| 10   | Tim Torn Teutenberg   | Germania      | 6     | Q    |
| 11   | Roy Eefting           | Paesi Bassi   | 6     | Q    |
| 12   | Daniel Crista         | Romania       | 5     | Q    |
| 13   | Yacine Chalel         | Algeria       | 3     |      |
| 14   | Roman Gladyš          | Ucraina       | -18   |      |

#### Batteria 2
| Pos. | Atleta                | Paese                 | Punti | Note |
| ---- | --------------------- | --------------------- | ----- | ---- |
| 1    | Elia Viviani          | Italia                | 15    | Q    |
| 2    | Erik Martorell        | Spagna                | 14    | Q    |
| 3    | Denis Rugovac         | Rep. Ceca             | 14    | Q    |
| 4    | Jaŭhen Karalëk        | Bielorussia           | 12    | Q    |
| 5    | Aaron Gate            | Nuova Zelanda         | 9     | Q    |
| 6    | Alan Banaszek         | Polonia               | 8     | Q    |
| 7    | Gleb Syrica           | Fed. Ciclistica Russa | 8     | Q    |
| 8    | Donavan Grondin       | Francia               | 5     | Q    |
| 9    | Akil Campbell         | Trinidad e Tobago     | 5     | Q    |
| 10   | Gavin Hoover          | Stati Uniti           | 4     | Q    |
| 11   | Alex Vogel            | Svizzera              | 4     | Q    |
| 12   | Matias Malmberg       | Danimarca             | 1     | Q    |
| –    | Teck Kwang Calvin Sim | Singapore             | DNF   | DNF  |

## Risultati

### Scratch
Prima di 4 prove
| Posizione | Atleta                | Nazione               | Giri persi | Punti prova |
| --------- | --------------------- | --------------------- | ---------- | ----------- |
| 1         | Ethan Hayter          | Gran Bretagna         |            | 40          |
| 2         | Donavan Grondin       | Francia               |            | 38          |
| 3         | Elia Viviani          | Italia                |            | 36          |
| 4         | Iúri Leitão           | Portogallo            |            | 34          |
| 5         | Aaron Gate            | Nuova Zelanda         |            | 32          |
| 6         | Matias Malmberg       | Danimarca             |            | 30          |
| 7         | Eiya Hashimoto        | Giappone              |            | 28          |
| 8         | Derek Gee             | Canada                |            | 26          |
| 9         | Alex Vogel            | Svizzera              |            | 24          |
| 10        | Erik Martorell        | Spagna                |            | 22          |
| 11        | Fabio Van den Bossche | Belgio                |            | 20          |
| 12        | Roy Eefting           | Paesi Bassi           |            | 18          |
| 13        | Jaŭhen Karalëk        | Bielorussia           |            | 16          |
| 14        | Juan Esteban Arango   | Colombia              |            | 14          |
| 15        | Denis Rugovac         | Rep. Ceca             |            | 12          |
| 16        | Alan Banaszek         | Polonia               |            | 10          |
| 17        | Gavin Hoover          | Stati Uniti           |            | 8           |
| 18        | Kelland O'Brien       | Australia             |            | 6           |
| 19        | Gleb Syrica           | Fed. Ciclistica Russa |            | 4           |
| 20        | Tim Torn Teutenberg   | Germania              |            | 2           |
| 21        | Viktor Filutás        | Ungheria              | −1         | 1           |
| 22        | Daniel Crista         | Romania               | −1         | 1           |
| 23        | Ricardo Peña          | Messico               | −1         | 1           |
| 24        | Akil Campbell         | Trinidad e Tobago     | −2         | 1           |

### Tempo race
Seconda di 4 prove
| Posizione | Atleta                | Nazione               | Punti giro | Punti sprint | ordine arrivo | Punti totali | Punti prova |
| --------- | --------------------- | --------------------- | ---------- | ------------ | ------------- | ------------ | ----------- |
| 1         | Ethan Hayter          | Gran Bretagna         | 20         | 8            | 14            | 28           | 40          |
| 2         | Iúri Leitão           | Portogallo            | 20         | 4            | 16            | 24           | 38          |
| 3         | Aaron Gate            | Nuova Zelanda         | 20         | 1            | 17            | 21           | 36          |
| 4         | Erik Martorell        | Spagna                | 0          | 4            | 19            | 4            | 34          |
| 5         | Kelland O'Brien       | Australia             | 0          | 3            | 11            | 3            | 32          |
| 6         | Derek Gee             | Canada                | 0          | 2            | 13            | 2            | 30          |
| 7         | Matias Malmberg       | Danimarca             | 0          | 1            | 1             | 1            | 28          |
| 8         | Elia Viviani          | Italia                | 0          | 0            | 2             | 0            | 26          |
| 9         | Jaŭhen Karalëk        | Bielorussia           | 0          | 0            | 3             | 0            | 24          |
| 10        | Alan Banaszek         | Polonia               | 0          | 0            | 4             | 0            | 22          |
| 11        | Fabio Van den Bossche | Belgio                | 0          | 0            | 6             | 0            | 20          |
| 12        | Eiya Hashimoto        | Giappone              | 0          | 0            | 15            | 0            | 18          |
| 13        | Viktor Filutás        | Ungheria              | -20        | 10           | 9             | -10          | 16          |
| 14        | Donavan Grondin       | Francia               | -20        | 2            | 5             | -18          | 14          |
| 15        | Alex Vogel            | Svizzera              | -20        | 2            | 21            | -19          | 12          |
| 16        | Ricardo Peña          | Messico               | -20        | 0            | 7             | -20          | 10          |
| 17        | Denis Rugovac         | Rep. Ceca             | -20        | 0            | 8             | -20          | 8           |
| 18        | Juan Esteban Arango   | Colombia              | -20        | 0            | 10            | -20          | 6           |
| 19        | Akil Campbell         | Trinidad e Tobago     | -20        | 0            | 12            | -20          | 4           |
| 20        | Gavin Hoover          | Stati Uniti           | -20        | 0            | 18            | -20          | 2           |
| 21        | Roy Eefting           | Paesi Bassi           | -20        | 0            | 20            | -20          | 1           |
| –         | Tim Torn Teutenberg   | Germania              | DNS        | DNS          | DNS           | DNS          | DNS         |
| –         | Daniel Crista         | Romania               | DNS        | DNS          | DNS           | DNS          | DNS         |
| –         | Gleb Syrica           | Fed. Ciclistica Russa | DNS        | DNS          | DNS           | DNS          | DNS         |

### Corsa a eliminazione
Terza di 4 prove
| Posizione | Atleta                | Nazione           | Punti prova |
| --------- | --------------------- | ----------------- | ----------- |
| 1         | Aaron Gate            | Nuova Zelanda     | 40          |
| 2         | Donavan Grondin       | Francia           | 38          |
| 3         | Matias Malmberg       | Danimarca         | 36          |
| 4         | Ethan Hayter          | Gran Bretagna     | 34          |
| 5         | Eiya Hashimoto        | Giappone          | 32          |
| 6         | Erik Martorell        | Danimarca         | 30          |
| 7         | Gavin Hoover          | Stati Uniti       | 28          |
| 8         | Iúri Leitão           | Portogallo        | 26          |
| 9         | Elia Viviani          | Italia            | 24          |
| 10        | Akil Campbell         | Trinidad e Tobago | 22          |
| 11        | Jaŭhen Karalëk        | Bielorussia       | 20          |
| 12        | Alex Vogel            | Svizzera          | 18          |
| 13        | Alan Banaszek         | Polonia           | 16          |
| 14        | Roy Eefting           | Paesi Bassi       | 14          |
| 15        | Kelland O'Brien       | Australia         | 12          |
| 16        | Derek Gee             | Canada            | 10          |
| 17        | Fabio Van den Bossche | Belgio            | 8           |
| 18        | Denis Rugovac         | Rep. Ceca         | 6           |
| 19        | Ricardo Peña          | Messico           | 4           |
| 20        | Juan Esteban Arango   | Colombia          | 2           |
| 21        | Viktor Filutás        | Ungheria          | 1           |

### Corsa a punti e classifica finale
Quarta di 4 prove.
Per la classifica finale i ciclisti sommano i punti guadagnati durante la prova a tutti i punti conquistati in precedenza.
| Posizione | Atleta                | Nazione           | Class. parziale | Punti giro | Punti sprint | Classifica finale |
| --------- | --------------------- | ----------------- | --------------- | ---------- | ------------ | ----------------- |
| 1         | Ethan Hayter          | Gran Bretagna     | 114             | 40         | 26           | 180               |
| 2         | Aaron Gate            | Nuova Zelanda     | 108             | 0          | 16           | 124               |
| 3         | Elia Viviani          | Italia            | 86              | 20         | 15           | 121               |
| 4         | Iúri Leitão           | Portogallo        | 98              | 0          | 19           | 117               |
| 5         | Erik Martorell        | Spagna            | 86              | 20         | 6            | 112               |
| 6         | Matias Malmberg       | Danimarca         | 94              | 0          | 8            | 102               |
| 7         | Donavan Grondin       | Francia           | 90              | 0          | 11           | 101               |
| 8         | Fabio Van den Bossche | Belgio            | 48              | 20         | 10           | 78                |
| 9         | Eiya Hashimoto        | Giappone          | 78              | 0          | 0            | 78                |
| 10        | Derek Gee             | Canada            | 66              | 0          | 2            | 68                |
| 11        | Alan Banaszek         | Polonia           | 48              | 20         | 0            | 68                |
| 12        | Jaŭhen Karalëk        | Bielorussia       | 60              | 0          | 0            | 60                |
| 13        | Kelland O'Brien       | Australia         | 50              | 0          | 0            | 50                |
| 14        | Gavin Hoover          | Stati Uniti       | 38              | 0          | 0            | 38                |
| 15        | Alex Vogel            | Svizzera          | 54              | -20        | 0            | 34                |
| 16        | Roy Eefting           | Paesi Bassi       | 33              | 0          | 0            | 33                |
| 17        | Viktor Filutás        | Ungheria          | 18              | 0          | 8            | 26                |
| 18        | Juan Esteban Arango   | Colombia          | 22              | 0          | 0            | 22                |
| 19        | Ricardo Peña          | Messico           | 15              | -20        | 0            | -5                |
| –         | Denis Rugovac         | Rep. Ceca         | 26              | -60        | DNF          | DNF               |
| –         | Akil Campbell         | Trinidad e Tobago | 27              | -60        | DNF          | DNF               |

DNF = Prova non completata